# Panamerický turnaj v ledním hokeji 2015
Panamerický turnaj v ledním hokeji 2015 byl druhý ročník turnaje v ledním hokeji, který je určen pro týmy z amerického kontinentu. Kanada ani USA se neúčastnily, zatímco ostatní země poslaly nejsilnější výběry a navíc Mexiko tým do 17 let a Argentina B-tým. Turnaj se hrál v jedné skupině od 3. do 7. června 2015 v hale Icedome v Ciudad de México v Mexiku. Turnaje se zúčastnilo šest mužstev, která spolu hrála v jedné skupině každé s každým. Vítězství si připsali hráči Kolumbie před hráči Mexika a Brazílie.

## Výsledky
|    |               | Kolumbie | Mexiko | Brazílie | Mexiko (17) | Argentina | Argentina "B" | V | VP | PP | P | VG | OG | B  |
| 1. | Kolumbie      | ***      | 4:3    | 3:0      | 6:0         | 8:0       | 12:0          | 4 | 1  | 0  | 0 | 33 | 3  | 14 |
| 2. | Mexiko        | 3:4      | ***    | 11:1     | 8:0         | 9:1       | 19:0          | 4 | 0  | 1  | 0 | 50 | 6  | 13 |
| 3. | Brazílie      | 0:3      | 1:11   | ***      | 5:2         | 6:1       | 7:0           | 3 | 0  | 0  | 2 | 19 | 17 | 9  |
| 4. | Mexiko (17)   | 0:6      | 0:8    | 2:5      | ***         | 1:0       | 1:0           | 2 | 0  | 0  | 3 | 4  | 19 | 6  |
| 5. | Argentina     | 0:8      | 1:9    | 1:6      | 0:1         | ***       | 2:1           | 1 | 0  | 0  | 4 | 4  | 25 | 3  |
| 6. | Argentina "B" | 0:12     | 0:19   | 0:7      | 0:1         | 1:2       | ***           | 0 | 0  | 0  | 5 | 1  | 41 | 0  |